# 市谷加賀町
市谷加賀町（いちがやかがちょう）は、東京都新宿区の町名。現行行政地名は市谷加賀町一丁目および二丁目。住居表示実施済み区域である。

## 地理
新宿区の東部に位置する。町域北部は市谷甲良町および二十騎町に、東部は納戸町および市谷左内町に、南部は市谷本村町に、西部は市谷薬王寺町に、それぞれ接する（地名はいずれも新宿区）。江戸時代以来、新宿区東部は広域地名として、北部の牛込と南部の市谷に分かれていたが、当地域は地名の通り市谷に属した。
市谷加賀町一丁目には大日本印刷（本社）があり、周辺には緑地（市ヶ谷の杜）が広がっている。他に新宿区立牛込第三中学校があり、マンションが建ち民家も残っている。
市谷加賀町二丁目には裏千家東京道場や、大日本印刷の関連施設に日本銀行社員寮や大妻女子大学学生寮の他、マンション、民家がある。

## 歴史

### 町名の由来
江戸時代前期に加賀藩主・前田光高夫人（徳川家光の養女大姫）の屋敷があったことに因んでいる。明暦2年（1656年）に大姫が亡くなると江戸幕府によって屋敷地は収公され、多くの旗本に土地が分割して与えられたことから武家屋敷が建ち並んだ。しかし以後も本地域は加賀原や加賀屋敷などと呼ばれた。
二丁目には縄文時代（約4千年前）の遺跡である市谷加賀町二丁目遺跡があり、古代から人が住んでいた。

## 世帯数と人口
2025年（令和7年）3月1日現在（新宿区発表）の世帯数と人口は以下の通りである。
| 丁目             | 世帯数    | 人口    |
| ---------------- | --------- | ------- |
| 市谷加賀町一丁目 | 244世帯   | 659人   |
| 市谷加賀町二丁目 | 970世帯   | 1,752人 |
| 計               | 1,214世帯 | 2,411人 |

### 人口の変遷
国勢調査による人口の推移。
| 年                 | 人口  |
| ------------------ | ----- |
| 1995年（平成7年）  | 1,592 |
| 2000年（平成12年） | 1,971 |
| 2005年（平成17年） | 2,000 |
| 2010年（平成22年） | 2,026 |
| 2015年（平成27年） | 2,080 |
| 2020年（令和2年）  | 1,897 |

### 世帯数の変遷
国勢調査による世帯数の推移。
| 年                 | 世帯数 |
| ------------------ | ------ |
| 1995年（平成7年）  | 546    |
| 2000年（平成12年） | 721    |
| 2005年（平成17年） | 742    |
| 2010年（平成22年） | 815    |
| 2015年（平成27年） | 911    |
| 2020年（令和2年）  | 890    |

## 学区
区立小・中学校に通う場合、学区は以下の通りとなる（2018年8月時点）。
| 丁目             | 番地 | 小学校             | 中学校                 |
| ---------------- | ---- | ------------------ | ---------------------- |
| 市谷加賀町一丁目 | 全域 | 新宿区立市谷小学校 | 新宿区立牛込第三中学校 |
| 市谷加賀町二丁目 | 全域 | 新宿区立市谷小学校 | 新宿区立牛込第一中学校 |

## 交通
当地域には鉄道駅はないが、地域の東側にはJR中央総武緩行線および東京メトロ有楽町線・南北線、都営地下鉄新宿線の市ケ谷駅および都営大江戸線の牛込神楽坂駅があり、地域の西側には都営大江戸線の牛込柳町駅があり、それぞれ利用可能な範囲にある。

## 事業所
2021年（令和3年）現在の経済センサス調査による事業所数と従業員数は以下の通りである。
| 丁目             | 事業所数 | 従業員数 |
| ---------------- | -------- | -------- |
| 市谷加賀町一丁目 | 27事業所 | 3,212人  |
| 市谷加賀町二丁目 | 25事業所 | 224人    |
| 計               | 52事業所 | 3,436人  |

### 事業者数の変遷
経済センサスによる事業所数の推移。
| 年                 | 事業者数 |
| ------------------ | -------- |
| 2016年（平成28年） | 54       |
| 2021年（令和3年）  | 52       |

### 従業員数の変遷
経済センサスによる従業員数の推移。
| 年                 | 従業員数 |
| ------------------ | -------- |
| 2016年（平成28年） | 11,633   |
| 2021年（令和3年）  | 3,436    |

## 施設
- 大日本印刷 本社
- 市谷の杜　本と活字館
- 裏千家今日庵東京出張所(東京道場)
- 加賀公園
- 柳田國男旧居跡
- 加賀町ホール
- 新宿区立牛込第三中学校
- にじいろ保育園
- フロンティアキッズ加賀町

## 出身・ゆかりのある人物
- 鈴木重嶺(江戸幕府最後の佐渡奉行、明治政府の官僚)、現在の市谷加賀町二丁目に住んでいた。
- 蔵園三四郎（鹿児島県人、弁護士、政治家）[15] - 衆議院議員。鉄道政務次官。住所が市谷加賀町[15]。
- 柳田国男 - 20年ほど暮らし、「銀杏坂通り」に「柳田國男旧居跡」がある[16]。
- 中島知久平 - 当町1丁目に豪邸を持ち、庭で飼っていたライオンが逃げ出す騒動があった。1939年には自宅近くで暴漢に発砲された。
- 守安祥太郎 - 当町2丁目で生まれ育った（現・大妻女子大学学生寮）。地主は柳田国男。[17]

## その他

### 日本郵便
- 郵便番号 : 162-0062[3]（集配局 : 牛込郵便局[18]）。